# Thestor penningtoni
Thestor penningtoni är en fjärilsart som beskrevs av Van Son 1949. Thestor penningtoni ingår i släktet Thestor och familjen juvelvingar. Inga underarter finns listade i Catalogue of Life.